# Samuel Vousden
Samuel „€urop€an“ Vousden (* in Hongkong) ist ein professioneller finnischer Pokerspieler, der hauptsächlich Onlinepoker spielt.

## Pokerkarriere

### Online
Vousden wuchs in Salo auf. Er spielt seit Januar 2012 online unter den Nicknames €urop€an (PokerStars) sowie Jhelppi (partypoker) und nutzt bei GGPoker seinen echten Namen. Seine erspielten Turnierpreisgelder liegen bei mehr als 11 Millionen US-Dollar, wobei der Großteil von über 9,5 Millionen US-Dollar auf PokerStars gewonnen wurde. Dort gewann er u. a. einmal die Sunday Million sowie je zwei Titel bei der Spring Championship of Online Poker (2017 und 2019) und World Championship of Online Poker (2016 und 2019). Sein bisher höchstes Preisgeld auf PokerStars sicherte er sich Mitte September 2016 für den dritten Platz bei einem High-Roller-Event der World Championship of Online Poker, für den er knapp 360.000 US-Dollar erhielt. Im April 2020 gewann der Finne bei den auf partypoker ausgespielten Poker Masters Online das 25. Turnier mit einer Siegprämie von 520.000 US-Dollar. Bei der World Series of Poker Online auf GGPoker setzte er sich Ende August 2021 beim GGMasters HR Freezeout durch und erhielt ein Bracelet sowie den Hauptpreis von rund 275.000 US-Dollar. Ende September 2022 belegte Vousden beim Main Event der World Series of Poker Online den mit knapp 1,2 Millionen US-Dollar dotierten vierten Platz.
Im Jahr 2018 stand er zeitweise auf dem dritten Platz des PokerStake-Rankings, das die erfolgreichsten Onlinepoker-Turnierspieler weltweit listet.

### Live
Seine ersten Live-Preisgelder gewann der Finne bei der European Poker Tour (EPT) Ende August 2015 in Barcelona bei zwei Side-Events der Variante No Limit Hold’em. Im Dezember 2015 belegte er beim EPT-Main-Event in Prag den 14. Platz und erhielt sein bisher höchstes Live-Preisgeld von über 45.000 Euro. Anfang Juli 2019 war Vousden erstmals bei der World Series of Poker im Rio All-Suite Hotel and Casino am Las Vegas Strip erfolgreich und kam einmal in die Geldränge.
Insgesamt hat sich Vousden mit Poker bei Live-Turnieren knapp 250.000 US-Dollar erspielt.